# Australiens Grand Prix 1985
Australiens Grand Prix 1985 var det sista av 16 lopp ingående i formel 1-VM 1985. Loppet kördes i Adelaide och var det första F1-loppet i Australien.

## Resultat
1. Keke Rosberg, Williams-Honda, 9
2. Jacques Laffite, Ligier-Renault, 6
3. Philippe Streiff, Ligier-Renault, 4
4. Ivan Capelli, Tyrrell-Renault, 3
5. Stefan "Lill-Lövis" Johansson, Ferrari, 2
6. Gerhard Berger, Arrows-BMW, 1
7. Huub Rothengatter, Osella-Alfa Romeo
8. Pierluigi Martini, Minardi-Motori Moderni

### Förare som bröt loppet
- Ayrton Senna, Lotus-Renault (varv 62, motor)
- Michele Alboreto, Ferrari (61, transmission)
- Niki Lauda, McLaren-TAG (57, olycka)
- Derek Warwick, Renault (57, transmission)
- Martin Brundle, Tyrrell-Renault (49, för få varv)
- Marc Surer, Brabham-BMW (42, motor)
- Riccardo Patrese, Alfa Romeo (42, avgassystem)
- Teo Fabi, Toleman-Hart (40, motor)
- Thierry Boutsen, Arrows-BMW (37, oljeläcka)
- Piercarlo Ghinzani, Toleman-Hart (28, koppling)
- Alain Prost, McLaren-TAG (26, motor)
- Patrick Tambay, Renault (20, transmission)
- Alan Jones, Team Haas (Lola-Hart) (20, elsystem)
- Nelson Piquet, Brabham-BMW (14, brand)
- Eddie Cheever, Alfa Romeo (5, motor)
- Nigel Mansell, Williams-Honda (1, transmission)

### Förare som diskvalificerades
- Elio de Angelis, Lotus-Renault (varv 18, fel startruta)

## VM-slutställning
| Förarmästerskapet 1. Alain Prost, McLaren-TAG, 73 2. Michele Alboreto, Ferrari, 53 3. Keke Rosberg, Williams-Honda, 40 | Konstruktörsmästerskapet 1. McLaren-TAG, 90 2. Ferrari, 82 3. Lotus-Renault, 71 Williams-Honda, 71 |